# James Stewart-Murray, 9. Duke of Atholl
James Thomas Stewart-Murray, 9. Duke of Atholl (* 18. August 1879 auf Blair Castle; † 8. Mai 1957) war ein schottischer Großgrundbesitzer und Peer.

## Leben
Er war der vierte und jüngste Sohn von John Stewart-Murray, 7. Duke of Atholl (1840–1917) und dessen Gattin Louisa Moncreiffe. Als jüngerer Sohn eines Dukes führte er bis 1942 die Höflichkeitsanrede Lord James Stewart-Murray.
Er wurde in Eton erzogen und schlug anschließend eine Offizierslaufbahn bei der britischen Armee ein. Er nahm am Zweiten Burenkrieg als Major und Befehlshaber des 1. Battalions der Cameron Highlanders teil und wurde dabei zweimal im Heeresbericht lobend erwähnt (mentioned in dispatches). Im Ersten Weltkrieg wurde er verwundet und geriet in deutsche Gefangenschaft. Nach der Entlassung aus der Kriegsgefangenschaft lebte er in Schottland.
Beim Tod seines kinderlosen älteren Bruders John George Stewart-Murray, 8. Duke of Atholl erbte er 1942 er dessen umfangreiche Ländereien einschließlich des Familiensitzes Blair Castle sowie dessen Adelstitel als 9. Duke of Atholl. Neben dem zur Peerage of Scotland gehörenden Duketitel erbte er zahlreiche nachgeordnete Titel, nämlich die ebenfalls zur Peerage of Scotland gehörenden Titel 10. Marquess of Atholl, 9. Marquess of Tullibardine, 12. Earl of Tullibardine, 11. Earl of Atholl, 9. Earl of Strathtay and Strathardle, 10. Viscount of Balquhidder, 9. Viscount of Balwhidder, Glenalmond and Glenlyon, 14. Lord Murray of Tullibardine, 12. Lord Murray, Gask and Balquhidder, 10. Lord Murray, Balvany and Gask und 9. Lord Murray, Balvenie and Gask, den zur Peerage of England gehörenden Titel 14. Baron Strange, die zur Peerage of Great Britain gehörenden Titel 6. Earl Strange, 8. Baron Percy und 6. Baron Murray, sowie den zur Peerage of the United Kingdom gehörenden Titel 5. Baron Glenlyon. Mit seinen englischen und britischen Titeln war unmittelbar ein Sitz im britischen House of Lords verbunden. Zudem wurde er Chief des Clan Murray und Regimentsinhaber der Atholl Highlanders.
Der Duke blieb unverheiratet und kinderlos und starb 1957. Daraufhin erloschen seine Titel Earl Strange, Baron Murray und Baron Glenlyon mangels männlicher Erben. Seine Titel Baron Strange und Baron Percy unterliegen als baronies by writ besonderen Erbregeln, weshalb der Titel Baron Percy an seinen entfernten Verwandten in weiblicher Linie Hugh Percy, 10. Duke of Northumberland und die Baronie Strange zunächst in Abeyance und 1965 an seinen entfernten Verwandten in weiblicher Linie John Drummond of Megginch fiel. Seine übrigen Titel fiel an seinen nächsten Verwandten in männlicher Linie, seinen in Südafrika lebenden Großneffen fünften Grades George Murray als 10. Duke of Atholl.